# Radomir Novaković
Radomir Novaković (* 24. Januar 2000 in Mönchengladbach) ist ein deutsch-serbischer Fußballtorwart.

## Verein
Novaković wurde in Mönchengladbach geboren, wuchs ab dem zweiten Lebensjahr jedoch im serbischen Kikinda auf, wo er auch mit dem Fußballspielen begann. Im Alter von 12 Jahren kehrten er und seine Familie nach Mönchengladbach zurück und Novaković schloss sich der Jugendabteilung vom 1. FC Mönchengladbach an. Nach zwei Jahren dort, wechselte er für drei Jahre zum größeren Lokalrivalen Borussia Mönchengladbach.
2017 akzeptierte er das Angebot vom niederländischen Erstligisten Roda Kerkrade in den Seniorenbereich zu wechseln. Er blieb jedoch in Mönchengladbach wohnen und pendelte 80 km nach Kerkrade, das an der deutsch-niederländischen Grenze liegt. Für Roda Kerkrade kam er zu Beginn zunächst nur für die Jugend- und Reservemannschaft zum Einsatz, bevor er ab der Rückrunde der Saison 2017/18 auch im Spieltagskader der ersten Mannschaft stand. Die Saison endete mit dem Kerkrader Abstieg in die zweite niederländische Liga, in der Novaković am 7. Dezember 2018 sein Debüt in einem Heimspiel gegen den FC Dordrecht gab. Vom 17. bis zum 29. Spieltag konnte er seinen Platz als Stammtorwart verteidigen, bevor er diesen wieder verlor. Bis zu seinem Wechsel 2020 zum serbischen Erstligisten FK Inđija absolvierte noch sechs weitere Ligaspiele für Kerkrade.
Bei Inđija verbrachte er eine Saison mit fünf Einsätzen und hatte in der Folge ein halbjähriges Engagement beim zyprischen Zweitligisten AO Agia Napa. Im Januar 2022 kehrte er nach Deutschland zurück und unterschrieb bei der zweiten Mannschaft des FC Schalke 04, die in der viertklassigen Regionalliga West spielt. Hier kam er in anderthalb Jahren zu 16 Ligaeinsätzen für die Königsblauen. Ab dem Sommer 2023 stand Novaković dann beim Ligarivalen Alemannia Aachen unter Vertrag, jedoch absolvierte er bis zur folgenden Winterpause kein Pflichtspiel für den Verein.
Am 10. Januar 2024 verpflichtete ihn dann Eintracht Trier aus der fünftklassigen Oberliga Rheinland-Pfalz/Saar. Mit dem Verein gelang ihm auf Anhieb der Aufstieg in die Regionalliga Südwest, wo er sich unter Trainer Thomas Klasen als Stammtorhüter etablierte.

## Nationalmannschaft
Am 7. Juni 2018 bestritt Novaković ein Testspiel für die serbische U-19-Nationalmannschaft gegen Slowenien. Bei der 3:4-Heimniederlage im Stara Pazova wurde der Torhüter zur Halbzeit für Luka Radotic ausgewechselt.